# マンタマン
マンタマン またはチリの翼竜型UMA  、チリのワイバーン は2013年にチリに出現した未確認動物の一種。

## 特徴
1.8メートル -2メートル程度。
四肢を有し、マンタの鰭に似た大きな膜の翼を持つ 。翼には区切りのような構造があり、翼は体全体に伸びている。
尾は長く、首は短い。体格はコウモリより翼竜に似る。
頭部に尖った髪あるいは角のような構造をもっていた。

## 目撃と報告
2013年9月29日の午後8時頃あるいは9時頃、サンティアゴのブスタマンテ公園で目撃された。このUMAは単独ではなく、複数の人物が目撃し報告している。
イグナシオ（Ignacio）とだけ名乗る目撃者は、公園の木々の間を翼のある怪物が飛んでいるのを見たと証言した。イグナシオの証言は懐疑に晒されたが、すぐに多くの目撃者が名乗り出たため事実であることが立証された。
シルビア（Sylvia）という人物は、ロス・バレンチェア・コミューン（Los Barrenchea Commune）で同様の「空飛ぶマンタ」を目撃したことがあると語った。
また、オンライン上で公開された電子メールで、匿名の男が妻と共に目撃した旨を報告した。この報告によれば、この生物はサンフランシスコ教会の尖塔上で犬のようなものを食べていたという。

## 関連すると考えられるUMA
チリからは他にもドッグフェイスド・ガーゴイル（Dog Faced Gargoyles）やロス・セレス・デ・ルス（Los Seres de Luz）またはビーイング・オブ・ライト（The Beings of Light）といった飛行ヒューマノイド型UMAが報告されている。
また、各地で目撃されているフライングマンタと呼ばれるUMAとの関係も示唆されているほか、フライングヒューマノイドとする意見もある。

## 正体
翼竜や恐竜と関連付けられるが、詳細は判明していない。